# Agarista subcordata
Agarista subcordata är en ljungväxtart som först beskrevs av Michel Félix Dunal, och fick sitt nu gällande namn av W.S. Judd. Agarista subcordata ingår i släktet Agarista och familjen ljungväxter. Inga underarter finns listade i Catalogue of Life.